# 865
865 (DCCCLXV) var ett normalår som började en måndag i den julianska kalendern.

## Händelser

### Hösten
- Hösten – Vid Æthelberhts död efterträds han som kung av Wessex av sin bror Æthelred.

### Okänt datum
- Rimbert blir ny ärkebiskop i Bremen efter Ansgar, och börjar skriva Viti Anskarii (Ansgars levnad).

## Födda
- 15 augusti – Robert I, kung av Västfrankiska riket 922–923 (född detta år, 860 eller 866)
- Simeon I, tsar av Bulgarien 893–927 (född detta eller föregående år).
- Ludvig III, kung av Västfrankiska riket 879–882 (född omkring detta år eller 863)
- Jinseong, regerande drottning av Silla

## Avlidna
- 3 februari – Ansgar, tysk munk, ärkebiskop av Hamburg-Bremen, känd som Nordens apostel[1]
- Hösten – Æthelberht, kung av Wessex sedan 860
- Kassia, bysantinsk poet, kompositör, helgon och abbedissa.

### Fotnoter
1. ↑  Det hände i dag